# Lidia Jackiewicz-Kozanecka
Lidia Anna Jackiewicz-Kozanecka (ur. 31 maja 1933 w Baranowie Sandomierskim, zm. 8 stycznia 2023) – polska chemik i polityk, posłanka na Sejm PRL VIII kadencji.

## Życiorys
W 1956 ukończyła studia na Wydziale Chemicznym Politechniki Łódzkiej. W 1977 uzyskała tytuł naukowy docenta doktora nauk technicznych. Została kierownikiem Laboratorium Chemicznego w Zakładach Przemysłu Bawełnianego im. S. Dubois w Łodzi. Jest autorką licznych artykułów dotyczących chemicznej obróbki włókna, a także posiadaczką pięciu patentów.
W 1957 wstąpiła do Polskiej Zjednoczonej Partii Robotniczej. Od 1962 do 1964 zasiadała w egzekutywie OOP PZPR. W 1971 zasiadła w Kolegium ds. Wykroczeń przy Naczelniku Urzędu Dzielnicy Łódź-Widzew, a w 1978 w Komitecie Łódzkim PZPR. W latach 1980–1985 pełniła mandat posłanki na Sejm PRL VIII kadencji w okręgu Łódź Bałuty, zasiadając w Komisji Nauki i Postępu Technicznego, Komisji Przemysłu Lekkiego, Komisji Oświaty, Wychowania, Nauki i Postępu Technicznego oraz w Komisji Spraw Wewnętrznych i Wymiaru Sprawiedliwości.
Przystąpiła do Stowarzyszenia Włókienników Polskich i Polskiego Komitetu Kolorystyki NOT. Sekretarz rady programowej czasopisma naukowo-technicznego „Przegląd Włókienniczy”.
Pochowany na cmentarzu Doły w Łodzi.

## Wybrane odznaczenia
- Srebrny i Złoty Krzyż Zasługi
- Honorowa Odznaka Miasta Łodzi
- Tytuł i odznaka „Racjonalizator Produkcji”
- Tytuł i odznaka „Zasłużony Racjonalizator Produkcji”
- Srebrna i złota odznaka „Zasłużony Pracownik Przemysłu Lekkiego”